# William Hootkins
William Hootkins, né le 5 juillet 1948 à Dallas, en Texas, aux (États-Unis), et mort d'un cancer du pancréas le 23 octobre 2005 à Santa Monica, en Californie, aux (États-Unis), est un acteur américain.

## Filmographie
- 1973 : Big Zapper : Kono's henchman
- 1977 : L'Ultimatum des trois mercenaires (Twilight's Last Gleaming) : Sergent Fitzpatrick
- 1977 : Un nouvel espoir (Star Wars) : Red Six (Porkins)
- 1977 : Valentino : Mr. Fatty
- 1977 : Come Back, Little Sheba (TV) : Postman
- 1978 : Clouds of Glory: William and Dorothy (TV) : Reverend Dewey
- 1978 : Lillie (feuilleton TV) : Col. Cunningham
- 1978 : The Lost Boys (feuilleton TV) : Charles Frohman
- 1979 : Une femme disparaît (The Lady Vanishes) : Party Guest
- 1979 : Guerre et Passion (Hanover Street) : Beef
- 1979 : Charlie Muffin (TV) : Photographe de l'ambassade américaine
- 1980 : Hussy : 1st. Punter
- 1980 : Enquête sur une passion (Bad Timing) : colonel Taylor
- 1980 : Flash Gordon : Munson
- 1981 : Sphinx : Don
- 1981 : Les Aventuriers de l'arche perdue (Raiders of the Lost Ark) : major Eaton
- 1982 : À la recherche de la panthère rose (Trail of the Pink Panther) : chauffeur de taxi
- 1983 : The Tempest (vidéo) : Caliban
- 1983 : L'Héritier de la Panthère rose (Curse of the Pink Panther) : chauffeur de taxi
- 1983 : Who Dares Wins (série télévisée)
- 1985 : Ouragan sur l'eau plate (Water) : Ben Branch
- 1985 : Zina : Walter Adams
- 1985 : Dreamchild : 1st Radio Actor
- 1985 : Soleil de nuit (White Nights) : Chuck Malarek
- 1986 : Rocket to the Moon (TV) : Phil Cooper
- 1986 : Biggles : Chuck
- 1986 : Nuit de noce chez les fantômes (Haunted Honeymoon) : Reporter
- 1986 : Paradise Postponed (feuilleton TV) : Bugloss
- 1987 : Le Retour de Sherlock Holmes (The Return of Sherlock Holmes) (TV) : Spelman
- 1987 : U.S. Marshals: Waco & Rhinehart (TV) : August Mirch
- 1987 : Superman 4 (Superman IV: The Quest for Peace) : Harry Howler
- 1987 : Une affaire de famille (American Gothic) de John Hough : Teddy
- 1988 : The Big Knife (TV)
- 1989 : Monkeys (TV)
- 1989 : Crusoe : Auctioneer
- 1989 : Batman : Lieutenant Eckhardt
- 1990 : Hardware : Lincoln Wineberg Jr.
- 1990 : Hercule Poirot (série télévisée, saison 2, épisode 7 : L'Aventure de l'appartement bon marché) : l'agent du FBI Burt
- 1991 : The Pope Must Die : Cardinal Verucci
- 1991 : Hear My Song de Peter Chelsom : M. X
- 1992 : Gummed Labels (TV) : Harold (Seducer Producer)
- 1992 : La Vida láctea : Julian Reilly
- 1992 : Le Souffle du démon (Dust Devil) : Capitaine Beyman
- 1992 : Et au milieu coule une rivière (A River Runs Through It) : Murphy
- 1993 : Age of Treason (TV) : Sénateur Garrus
- 1993 : The Princess and the Goblin (voix)
- 1994 : L'Histoire sans fin 3 : Retour à Fantasia (The NeverEnding Story III) : Bark Troll
- 1995 : Les Drôles de Blackpool (Funny Bones) : Al
- 1995 : Cyber connections (Death Machine) : John Carpenter
- 1995 : Gospa : juge Marulic
- 1996 : L'Île du docteur Moreau (The Island of Dr Moreau) : Kiril
- 1997 : Extreme Machines (série télévisée) : Narrateur
- 1997 : Chasse au rhinocéros à Budapest (Rhinoceros Hunting in Budapest) : l'homme
- 1997 : Liens secrets (This World, Then the Fireworks) : Jake Krutz
- 1998 : Seizures : Arthur Kray
- 1998 : Something to Believe In
- 1998 : Le Plus beau cadeau de Noël (Like Father, Like Santa) (TV) : Santa
- 1999 : La Prophétie des ténèbres (The Omega Code) : Sir Percival Lloyd
- 2000 : Animated Epics: Moby Dick (TV) : Starbucks
- 2000 : Il était une fois Jésus (The Miracle Maker) (voix)
- 2001 : Hamilton Mattress (TV) : Senor Balustrade (voix)
- 2001 : Potins mondains et Amnésies partielles (Town & Country) : Barney
- 2001 : Vampire World (The Breed)  : Fusco
- 2002 : La Splendeur des Amberson (The Magnificent Ambersons) (TV) : Oncle George
- 2004 : Blessed (en) : Détective Lauderdale
- 2005 : Dear Wendy : Marshall Walker
- 2005 : Appelez-moi Kubrick (Colour Me Kubrick: A True...ish Story) : Frank Rich